# Mario Carević
Mario Carević (Makarska, 29 maart 1982) is een Kroatisch voetballer die bij voorkeur als middenvelder speelt. Hij tekende in januari 2014 bij NK Krka, nadat hij in het voorgaande halfjaar geen club had.
Carević profcarrière begon bij HNK Hajduk Split. Daarna vertrok hij naar Al-Ittihad, dat hij in 2005 verliet voor VfB Stuttgart. Nadat hij ook daar niet doorbrak, keerde Carević op huurbasis terug naar HNK Hajduk Split. Eersteklasser Sporting Lokeren legde hem vervolgens een contract voor vier jaar voor. In mei 2010 liep zijn contract af, waarna hij in mei 2010 tekende bij KV Kortrijk. In juli 2013 vertrok Carević bij KV Kortrijk om in zich januari 2014 aan te sluiten bij NK Krka.

## Statistieken

### Clubstatistieken
| seizoen                              | club                   | land      | competitie                  | wed. | goals |
| ------------------------------------ | ---------------------- | --------- | --------------------------- | ---- | ----- |
| 1999/00                              | HNK Hajduk Split       | Kroatië   | 1. Hrvatska Nogometna Liga  | 2    | 0     |
| 2000/01                              | HNK Hajduk Split       | Kroatië   | 1. Hrvatska Nogometna Liga  | 20   | 0     |
| 2001/02                              | HNK Hajduk Split       | Kroatië   | 1. Hrvatska Nogometna Liga  | 27   | 4     |
| 2002/03                              | HNK Hajduk Split       | Kroatië   | 1. Hrvatska Nogometna Liga  | 22   | 2     |
| 2003/04                              | HNK Hajduk Split       | Kroatië   | 1. Hrvatska Nogometna Liga  | 26   | 1     |
| 2004/05                              | Al-Ittihad             | Qatar     | Qatari League               | –    | –     |
| 2005/06                              | VfB Stuttgart          | Duitsland | Bundesliga                  | 6    | 0     |
| 2006/07                              | VfB Stuttgart          | Duitsland | Bundesliga                  | 0    | 0     |
| 2006/07                              | → HNK Hajduk Split     | Kroatië   | 1. Hrvatska Nogometna Liga  | 17   | 4     |
| 2007/08                              | KSC Lokeren            | België    | Jupiler League              | 25   | 4     |
| 2008/09                              | KSC Lokeren            | België    | Jupiler League              | 29   | 2     |
| 2009/10                              | KSC Lokeren            | België    | Jupiler League              | 24   | 4     |
| 2009/10                              | KSC Lokeren            | België    | Play-Off II A               | 4    | 0     |
| 2010/11                              | KV Kortrijk            | België    | Jupiler Pro League          | 17   | 0     |
| 2011/12                              | → Maccabi Petach Tikwa | Israël    | Ligat Ha'Al                 | 22   | 0     |
| 2012/13                              | KV Kortrijk            | België    | Jupiler Pro League          | 25   | 0     |
| 2013/14                              | NK Krka                | Slovenië  | 1. slovenska nogometna liga | 0    | 0     |
| Totaal                               | Totaal                 | Totaal    | Totaal                      | 362  | 21    |
| Laatst bijgewerkt op 19 januari 2014 |                        |           |                             |      |       |

### Internationale wedstrijden
| #  | Datum      | Wedstrijd           | Uitslag | Soort Wedstrijd   | Goals |
| -- | ---------- | ------------------- | ------- | ----------------- | ----- |
| 1. | 09-02-2003 | Kroatië - Macedonië | 2-2     | Vriendschappelijk | 0     |